# Episodi di Captain Gallant of the Foreign Legion (prima stagione)
La prima stagione della serie televisiva Captain Gallant of the Foreign Legion è stata trasmessa in anteprima negli Stati Uniti d'America dalla NBC tra il 13 febbraio 1955 e il 22 gennaio 1956.
| nº | Titolo originale                | Titolo italiano | Prima TV USA      | Prima TV Italia |
| -- | ------------------------------- | --------------- | ----------------- | --------------- |
| 1  | Introduction                    |                 | 13 febbraio 1955  |                 |
| 2  | Veils of Death                  |                 | 20 febbraio 1955  |                 |
| 3  | Firepower                       |                 | 27 febbraio 1955  |                 |
| 4  | Tala's Secret                   |                 | 6 marzo 1955      |                 |
| 5  | Camel Race                      |                 | 13 marzo 1955     |                 |
| 6  | Esprit de Corps                 |                 | 20 marzo 1955     |                 |
| 7  | Carnival in Zagora              |                 | 27 marzo 1955     |                 |
| 8  | Twenty Fathoms Under the Desert |                 | 3 aprile 1955     |                 |
| 9  | Strange Sanctuary               |                 | 10 aprile 1955    |                 |
| 10 | The Prayer Rug                  |                 | 17 aprile 1955    |                 |
| 11 | The Golden Loop                 |                 | 24 aprile 1955    |                 |
| 12 | Caravan Patrol                  |                 | 1º maggio 1955    |                 |
| 13 | Tina                            |                 | 8 maggio 1955     |                 |
| 14 | The Captive Oasis               |                 | 15 maggio 1955    |                 |
| 15 | Revenge                         |                 | 22 maggio 1955    |                 |
| 16 | Stolen Treasure                 |                 | 29 maggio 1955    |                 |
| 17 | Ambushed                        |                 | 5 giugno 1955     |                 |
| 18 | The Jewel Box                   |                 | 12 giugno 1955    |                 |
| 19 | The Man with a Map              |                 | 19 giugno 1955    |                 |
| 20 | The Dagger of Judah             |                 | 26 giugno 1955    |                 |
| 21 | The Lady from Zagora            |                 | 11 settembre 1955 |                 |
| 22 | Pipeline                        |                 | 18 settembre 1955 |                 |
| 23 | Double Jeopardy                 |                 | 25 settembre 1955 |                 |
| 24 | Desert Justice                  |                 | 2 ottobre 1955    |                 |
| 25 | Treasure of the Legion          |                 | 9 ottobre 1955    |                 |
| 26 | The Hostage                     |                 | 16 ottobre 1955   |                 |
| 27 | The Ransom                      |                 | 23 ottobre 1955   |                 |
| 28 | The Legion Is Our Home          |                 | 30 ottobre 1955   |                 |
| 29 | The Traitor                     |                 | 6 novembre 1955   |                 |
| 30 | The Hand of Fatima              |                 | 13 novembre 1955  |                 |
| 31 | The Hat                         |                 | 20 novembre 1955  |                 |
| 32 | Alibi                           |                 | 27 novembre 1955  |                 |
| 33 | The Lost Caravan                |                 | 4 dicembre 1955   |                 |
| 34 | Masquerade                      |                 | 11 dicembre 1955  |                 |
| 35 | The Clue of Herodotus           |                 | 18 dicembre 1955  |                 |
| 36 | The Boy Who Found Christmas     |                 | 25 dicembre 1955  |                 |
| 37 | The Constance Missal            |                 | 22 gennaio 1956   |                 |